# Wu Zuguang
Wu Zuguang (吴祖光, 21 avril 1917 – 9 avril 2003) est un dramaturge, réalisateur, et critique social chinois qui a aujourd'hui une réputation légendaire dans les cercles littéraires chinois. Il a écrit plus de 40 pièces de théâtre et scénarios de films, comme La Ville du Phénix, l'une des pièces les plus populaires durant l'invasion japonaise de la Chine, et Retour par nuit neigeuse, qui est considérée comme son chef-d'œuvre. Il a réalisé L'Âme de la nation, le premier film en couleur de Hong Kong, adaptation d'une pièce historique, La Chanson de la vertu.
Il est aussi connu pour ses critiques acerbes des politiques culturelles chinoises, autant celle du Kuomintang que du Parti communiste chinois, et est en conséquence fréquemment persécuté. Il fuit à Hong Kong en 1945 pour éviter sa capture par le Kuomintang puis retourne en Chine après l'établissement de la république populaire de Chine en 1949. Il est accusé de « droitisme » durant la campagne anti-droitiste et condamné aux travaux forcés dans le « Grand désert du Nord » pendant trois ans, puis est de nouveau persécuté durant la révolution culturelle. Sa femme, la célèbre actrice de pingju (en), Xin Fengxia, devient infirme après avoir été battue et condamnée aux travaux forcées. Malgré ces épreuves, Wu continue de critiquer la censure du gouvernement et appelle à une liberté politique. Il est admiré pour ses convictions morales.

## Biographie
Né en 1917 dans une importante famille de fonctionnaires érudits à Pékin, les ancêtres de Wu sont originaires de Changzhou dans la province du Jiangsu. Son grand-père, Wu Zhiying (zh), est un muliao (en) (conseiller) du réformiste Qing Zhang Zhidong et participe à la révolution chinoise de 1911. Son père, Wu Ying, est un des fondateurs et conservateurs du musée de la Cité interdite,. Il est né dans la maison de son grand-oncle Zhuang Yunkuan (en), ministre de la république de Chine.
En 1935, Wu entre à l'université franco-chinoise de Pékin. L'année suivante, un ami dramaturge, qui a ouvert une école de théâtre à Nankin, le persuade d'y devenir professeur. Il rencontre de futurs grands hommes de théâtre, comme Cao Yu ou Chen Zhice.
Lors le Japon envahit la Chine en 1937, Wu écrit la pièce patriotique La Ville du Phénix, qui le rend célèbre en Chine à 20 ans. C'est l'une des pièces les plus jouées durant les huit ans de la guerre. Il écrit plus tard plusieurs pièces critiques à succès, comme Retour par nuit neigeuse, qui est considérée comme son chef-d'œuvre. Son travail est fortement influencé par le mouvement pour une Nouvelle culture du 4-Mai.
Les Japonais occupant la partie Est de la Chine, Wu se réfugie dans la capitale provisoire Chongqing où il travaille comme chroniqueur du journal Xinmin Wanbao. En 1945, il publie un poème de Mao Zedong, Neige, ce qui provoque la colère du Kuomintang. Il fuit dans la colonie britannique de Hong Kong pour éviter une arrestation, et travaille dans l'écriture de scénarios et la réalisation de films. Il réalise L'Âme de la nation, le premier film en couleur de Hong Kong, adaptation d'une pièce historique, La Chanson de la vertu, sur l'histoire d'un patriote de la dynastie Song Wen Tianxiang. Il adapte également Retour par nuit neigeuse au cinéma, et réalise deux autres films. En 1946, Wu épouse l'actrice Lü En à Shanghai.

### République populaire de Chine

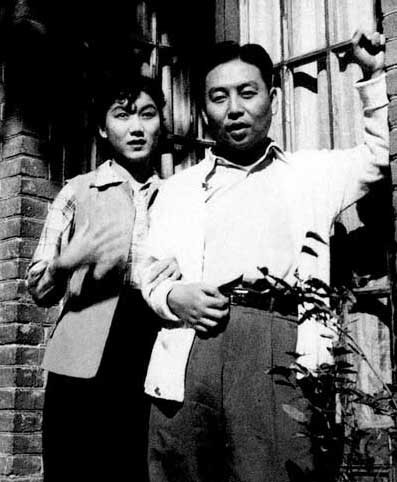
Wu Zuguang et sa femme Xin Fengxia.

Après la victoire communiste en 1949 et l'établissement de la république populaire de Chine, Wu retourne à Pékin. Comme beaucoup d'intellectuels de l'époque, il a de grands espoirs dans ce nouveau gouvernement et d'une paix durable après des décennies de guerre et de division. Il désire reprendre l'écriture de pièces de théâtre mais le gouvernement l'assigne à la réalisation du film La Chanson du drapeau rouge qui parle des travailleuses du textiles. Comme il n'a aucune expérience de la vie en usine, cela lui prend une année pour achever le film qui est considéré comme un « échec sans valeur ». Il divorce de Lü En amicalement en 1950 en raison de différences de personnalité et d'intérêts.
En 1951, son ami Lao She lui présente la célèbre actrice de pingju (en), Xin Fengxia, qui a déjà joué dans une des pièces de Wu et admire son travail. Ils se marient au cours de l'année, bien qu'elle n'ait aucune éducation et soit presque illettrée,. Wu l'aide à apprendre à lire, écrire, et à étudier la calligraphie chinoise,.
Durant cette période, il réalise le film d'opéra de Pékin, La Déesse de la rivière Luo, et le documentaire Mei Lanfang et son jeu d'acteur. Il écrit également les pièces d'opéra de Pékin, Les Trois Coups de Tao Sanchun et San Guan Yan.

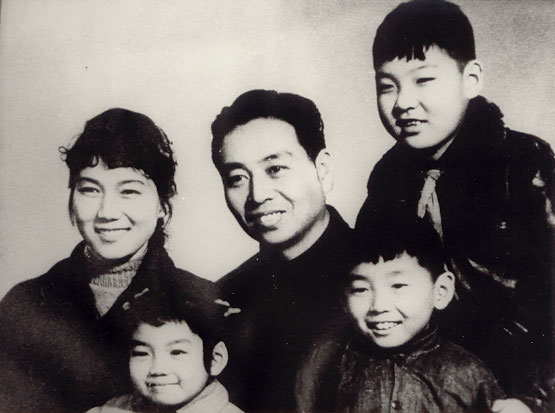
Photo de famille.

Le bon temps ne dure pas. Wu est accusé de « droitisme » en 1957 durant la campagne anti-droitiste de Mao Zedong et est envoyé tout au Nord de la Chine, au Heilongjiang, pour être « réformé par le travail, ». Son « crime » est d'avoir critiqué le contrôle du Parti communiste sur le théâtre et de dire que les neihang (experts) devrait avoir un plus grand rôle dans plusieurs domaines. Il est accusé d'être un ennemi du Parti, même par son collègue célèbre Tian Han. Celui-ci fait plus tard référence élogieusement aux œuvres de Wu, ce qui est considéré par certains comme des excuses implicites, et il est lui-même persécuté jusqu'à la mort. Xin Fengxia est harcelée pour divorcer de lui, mais refuse. Citant une légendaire histoire d'amour (en) de l'un de ses opéras, elle déclare que « Wang Baochuan a attendu Xue Pinggui pendant 18 ans, et que j'attendrai 28 ans pour Wu Zuguang, ». Elle est alors accusée de « droitisme » et subit une séance de lutte.
Wu retourne à Pékin trois ans après sa condamnation, mais six ans plus tard, la Chine tombe dans l'épisode de la révolution culturelle qui commence en 1966. Xin Fengxia et Wu Zuguang sont dénoncés dès le début de cette période. Elle devient handicapée à cause d'une blessure au genou gauche après avoir été très durement battue. Leur ami Lao She se suicide par noyade après avoir été torturé. Wu et Xin sont condamnés à des années de travaux forcés,. En décembre 1975, elle devient paralysée après un accident vasculaire cérébral, et Wu prend soin d'elle pendant le reste de sa vie.
Après la révolution culturelle, Wu est politiquement réhabilité en 1980 et incorporé dans le Parti communiste, un épisode qu'il décrit comme « ni drôle, ni triste », et son interdiction de publication est levée après deux décennies. Sa pièce Joueurs intinérants, basée sur l'expérience de sa femme Xin Fengxia, est jouée cette année.
Wu est en général loyal au gouvernement de Deng Xiaoping mais continue d'en faire des critiques. En 1983, il considère la campagne de pollution anti-spirituelle (en) comme futile. En septembre 1986, il lit un essai durant un rassemblement de l'association des écrivains de Chine intitulé « Contre ceux qui manient les ciseaux - un appel pour la fin de la censure ». Il est accueilli avec enthousiasme par l'assistance, mais seule une version censurée est publiée, purgée de 1 000 caractères « acrimonieux ». Après les manifestations étudiantes de 1986 (en), il est harcelé pour quitter le Parti communiste en 1987. L'ancien cadre communiste Hu Qiaomu (en) vient chez lui en personne pour demander son retrait du Parti. Wu accepte sous la contrainte vu qu'il ne « pense pas être le genre de personne qui devrait être dans le parti ». En été 1989, Wu signe une pétition appelant à une plus grande liberté politique. Après la sanglante répression des manifestations de la place Tian'anmen, Wu demande une nouvelle enquête de cet incident mais est interdit de parole lors d'un rassemblement de la conférence consultative politique du peuple chinois.
Xin Fengxia meurt le 12 avril 1998 durant un voyage à Changzhou, la ville des ancêtres de Wu. Celui-ci est dévasté par la nouvelle et sa santé se détériore rapidement. Il subit trois attaques cérébrales durant les années suivantes et meurt le 9 avril 2003.

## Enfants
Wu Zuguang et Xin Fengxia ont eu trois enfants. Leur fils Wu Huan est écrivain, peintre, et calligraphe. Après la mort de Wu Zuguang, il organise l'exposition « Cent ans de la famille Wu » au musée d'art de Poly à Pékin. Elle est également exportée en France, à Hong Kong et à Taïwan.